# Championnat international de Formule 3000 1997
Le championnat international de F3000 1997 a été remporté par le Brésilien Ricardo Zonta sur une monoplace de l'écurie Super Nova. 

## Pilotes et monoplaces
| Écurie                    | #  | Pilotes                | Courses      |
| ------------------------- | -- | ---------------------- | ------------ |
| RSM Marko                 | 1  | Craig Lowndes          | Tous         |
| RSM Marko                 | 2  | Juan Pablo Montoya     | Tous         |
| Super Nova Racing         | 3  | Ricardo Zonta          | Tous         |
| Super Nova Racing         | 4  | Laurent Redon          | Tous         |
| Team Astromega            | 5  | Boris Derichebourg     | Tous         |
| Team Astromega            | 6  | Soheil Ayari           | Tous         |
| Draco Engineering         | 7  | Cyrille Sauvage        | Tous         |
| Draco Engineering         | 8  | Pedro Couceiro         | Tous         |
| Apomatox                  | 9  | Fabrizio Gollin        | 1-3, 9       |
| Apomatox                  | 9  | Emmanuel Clérico       | 4            |
| Apomatox                  | 10 | Jean-Philippe Belloc   | 1-4          |
| Edenbridge Racing         | 11 | Werner Lupberger (en)  | Tous         |
| Edenbridge Racing         | 12 | Max Wilson             | Tous         |
| Pacific Racing            | 14 | Oliver Tichy           | 1-8          |
| Pacific Racing            | 15 | Marc Gené              | 1-2          |
| DAMS                      | 16 | Grégoire de Galzain    | Tous         |
| DAMS                      | 17 | Jamie Davies           | Tous         |
| Durango Formula           | 18 | Stephen Watson         | Tous         |
| Durango Formula           | 19 | Gareth Rees            | Tous         |
| Auto Sport Racing         | 20 | Gastón Mazzacane       | Tous         |
| Auto Sport Racing         | 21 | Tom Kristensen         | Tous         |
| Nordic Racing             | 22 | Thomas Biagi           | 1-3          |
| Nordic Racing             | 22 | Marc Gené              | 4-6, 10      |
| Nordic Racing             | 22 | Mario Waltner          | 7-8          |
| Nordic Racing             | 22 | Gianluca Paglicci      | 9            |
| Nordic Racing             | 23 | Rui Águas              | Tous         |
| Bob Salisbury Engineering | 24 | Oliver Gavin           | 1-3          |
| Bob Salisbury Engineering | 24 | James Taylor           | 4-10         |
| Bob Salisbury Engineering | 25 | Thomas Schie           | Tous         |
| Den Blå Avis              | 26 | Jason Watt             | Tous         |
| DC Cook Motorsport        | 27 | David Cook             | Tous         |
| DC Cook Motorsport        | 28 | Patrick Lemarié        | 9-10         |
| Coloni Motorsport         | 29 | Markus Friesacher      | Tous         |
| Coloni Motorsport         | 30 | Emiliano Spataro       | 1-9          |
| Coloni Motorsport         | 30 | Oliver Tichy           | 10           |
| Ravarotto Racing          | 31 | Anthony Beltoise       | 1-7          |
| Ravarotto Racing          | 32 | Patrick Lemarié        | 1-4, 6       |
| GP Racing                 | 33 | Thomas Biagi           | 4-10         |
| Elide Racing              | 34 | Miguel Ángel de Castro | 10           |
| Arden International       | 35 | Christian Horner       | Tous         |
| KTR                       | 36 | Kurt Mollekens         | Tous         |
| Redman & Bright F3000     | 37 | Gonzalo Rodríguez      | 1, 3-7, 9-10 |
| DKS Racing                | 38 | Dino Morelli           | 1-4          |

## Règlement sportif
- L'attribution des points s'effectue selon le barème 10,6,4,3,2,1.

En portant la victoire à 10 points (contre seulement 9 depuis 1985), la FIA aligne le barème du championnat international de F3000 sur celui du championnat du monde de Formule 1, qui avait opéré cette modification en 1991.

## Courses de la saison 1997
| Date         | Lieu              | Vainqueur          | Nationalité | Equipe       |
| 11 mai       | Silverstone       | Tom Kristensen     | Danemark    | Auto Sport   |
| 19 mai       | Grand Prix de Pau | Juan Pablo Montoya | Colombie    | RSM Marko    |
| 25 mai       | Helsinki          | Soheil Ayari       | France      | Astromega    |
| 29 juin      | Nurburgring       | Ricardo Zonta      | Brésil      | Super Nova   |
| 20 juillet   | Enna-Pergusa      | Jamie Davies       | Royaume-Uni | DAMS         |
| 26 juillet   | Hockenheim        | Ricardo Zonta      | Brésil      | Super Nova   |
| 3 août       | Spielberg         | Juan Pablo Montoya | Colombie    | RSM Marko    |
| 22 août      | Spa-Francorchamps | Jason Watt         | Danemark    | Den Blå Avis |
| 29 septembre | Mugello           | Ricardo Zonta      | Brésil      | Super Nova   |
| 25 octobre   | Jerez             | Juan Pablo Montoya | Colombie    | RSM Marko    |

## Classement des pilotes
| Classement | Pilote                | Pays           | Equipe                | Nombre de points |
| ---------- | --------------------- | -------------- | --------------------- | ---------------- |
| 1er        | Ricardo Zonta         | Brésil         | Super Nova            | 39               |
| 2e         | Juan Pablo Montoya    | Colombie       | RSM Marko             | 37,5             |
| 3e         | Jason Watt            | Danemark       | Den Blå Avis          | 25               |
| 4e         | Jamie Davies          | Royaume-Uni    | DAMS                  | 22               |
| 5e         | Max Wilson            | Brésil         | Edenbridge            | 20               |
| 6e         | Tom Kristensen        | Danemark       | Auto Sport            | 19               |
| 7e         | Oliver Tichy          | Autriche       | Pacific Coloni        | 14               |
| 8e         | Soheil Ayari          | France         | Astromega             | 12               |
| 9e         | Laurent Redon         | France         | Super Nova            | 10               |
| 10e        | Rui Águas             | Portugal       | Nordic                | 7                |
| 11e        | Pedro Couceiro        | Portugal       | Draco                 | 6                |
| 12e        | Dino Morelli          | Royaume-Uni    | DKS                   | 6                |
| 13e        | Cyrille Sauvage       | France         | Draco                 | 5                |
| 14e        | Boris Derichebourg    | France         | Astromega             | 4                |
| 14e        | Gareth Rees           | Royaume-Uni    | Durango               | 4                |
| 16e        | Patrick Lemarié       | France         | Ravarotto             | 4                |
| 17e        | Craig Lowndes         | Australie      | RSM Marko             | 3                |
| 17e        | Werner Lupberger (en) | Afrique du Sud | Edenbridge            | 3                |
| 19e        | Kurt Mollekens        | Belgique       | KTR                   | 3                |
| 20e        | Stephen Watson        | Afrique du Sud | Durango               | 2                |
| 21e        | Christian Horner      | Royaume-Uni    | Arden                 | 1,5              |
| 22e        | Gonzalo Rodriguez     | Uruguay        | Redman & Bright F3000 | 1                |